# Gpx
GPX, o Format d'intercanvi GPS (de l'acrònim anglés "GPS eXchange Format") és un esquema XML dissenyat com un format obert de dades GPS i pensat per a transferir de dades de posicionament entre aplicacions. Es pot usar per a descriure fites (o punts de ruta), traces, i rutes. Les dades d'ubicació (i, opcionalment, l'elevació, l'hora i altra informació) s'emmagatzemen en etiquetes i es poden intercanviar entre dispositius GPS i aplicacions dedicades. Les aplicacions de programari habituals per al tractament de dades GPS solen incloure la visualització de les diferents dades incloses en el format GPX, com ara les fites o traces, projectades en un mapa.

## Tipus de dades
Alguns dels components que pot contenir un fitxer GPX, descrits en l'especificació corresponent són:
- wptType. Representa una fita, un punt de ruta individual sense relació seqüencial entre altres punts. Consisteix en les coordenades geodèsiques mundials del punt i possiblement altra informació descriptiva.
- rteType. Representa una ruta, una llista ordenada de punts de ruta que condueixen a una destinació.
- trkType. Representa una traça, una llista ordenada de punts que descriuen un camí.

Conceptualment, les traces són el registre del camí que s'ha fet i les rutes són suggeriments sobre per on es podria anar. Per exemple, cada punt d'una traça pot tenir una marca de temps (perquè algú va registrar on i quan hi era), però és poc probable que els punts d'una ruta tinguen marca de temps (si no fos que es tracte de la durada estimada del viatge) perquè la ruta és un suggeriment del camí que potser mai s'ha fet.
Les propietats mínimes per a un fitxer GPX són la latitud i la longitud per a cada punt. Tots els altres elements són opcionals.

## Unitats
La latitud i la longitud s'expressen en graus decimals i l'elevació en metres, ambdues utilitzant estàndard del World Geodetic System (WGS). Les dates i les hores Utilitzen la zona horària del temps universal coordinat (UTC) amb el format ISO 8601.

## Estructura
```
<?xml version="1.0" encoding="UTF-8" standalone="no" ?>
<gpx ...>

Metadades

<metadata> ... </metadata>

Dades

Exemples: Track Waypoint

<trk> <wpt lat="#" lon="#">
<trkseg> <ele>#</ele>
<trkpt lat="#" lon="#"> <name>...</name>
<ele>#</ele> ...
</trkpt> </wpt>
<trkpt ...> <wpt ...>
... ...
</trkpt> </wpt>
</trkseg>
<trkseg>
<trkpt ...>
...
</trkpt>
</trkseg>
...
</trk>

Fi del fitxer

</gpx>
```

Un exemple pot ser el següent:
```
<?xml version="1.0" encoding="UTF-8" standalone="no" ?>

<gpx xmlns="http://www.topografix.com/GPX/1/1" creator="byHand" version="1.1" 
 xmlns:xsi="http://www.w3.org/2001/XMLSchema-instance" 
 xsi:schemaLocation="http://www.topografix.com/GPX/1/1 http://www.topografix.com/GPX/1/1/gpx.xsd">

 <wpt lat="39.921055008" lon="3.054223107">
 <ele>12.863281</ele>
 <time>2005-05-16T11:49:06Z</time>
 <name>Cala Sant Vicenç - Mallorca</name>
 <sym>City</sym>
 </wpt>
</gpx>
```